# Irene Aebi
Irene Aebi (nacida el 27 de julio de 1939 en Zurich, Suiza) es una cantante, violinista y  suiza. Se destaca por su trabajo con el saxofonista de jazz Steve Lacy, su marido, desde la década de 1960 hasta su muerte en 2004.
Inicialmente una instrumentista de formación clásica, sólo comenzó a cantar a petición de Lacy. En una reseña de un concierto de 1999, el crítico Frank Rubolino describe a Aebi como poseedor de un "estilo de canto brusco y contundente".

## Discografía
Con Steve Lacy
- Moon (BYG, 1971)
- Wordless (Futura, 1971)
- The Gap (America, 1972)
- Estilhacos (Guilda Da Musica, 1972)
- Roba (Saravah, 1972)
- Scraps (Saravah, 1974)
- Dreams (Saravah, 1975)
- Flakes (RCA, 1975)
- Songs  (Musica, 1977)
- Follies (FMP, 1978)
- Troubles (Black Saint, 1979)
- Stamps (Hat Hut, 1979)
- Crops & the Woe (Quark & Books, 1979)
- The Owl (Saravah, 1979)
- The Way (Hat Hut, 1980)
- Songs con Brion Gysin (Hat ART, 1981)
- Ballets (Hat ART, 1982)
- Prospectus (Hat ART, 1983)
- Blinks (Hat Hut, 1984)
- The Condor (Soul Note, 1986)
- The Gleam (Silkheart, 1987)
- Momentum (Novus, 1987)
- The Door (Novus, 1989)
- Itinerary (Hat ART, 1991)
- Live at Sweet Basil (Novus/RCA, 1992)
- Clangs (Hat ART, 1993)
- Vespers (Soul Note, 1993)
- Weal & Woe (Emanem, 1995)
- The Cry (Soul Note, 1999)
- Monk's Dream (Verve, 2000)
- Gravensteen Ghent 1971 (Naked Music, 2004)
- Esteem: Live in Paris 1975 (Atavistic, 2006)

Con otros
- Takashi Kako, Micro Worlds (Trio, 1976)
- Alan Silva, Seasons (BYG, 1971)
- Mal Waldron, Mal Waldron with the Steve Lacy Quintet (America, 1972)